# یولی گوری‌یل
یولی گوری‌یل (انگلیسی: Yuli Gurriel؛ زادهٔ ۹ ژوئن ۱۹۸۴) بازیکن بیس‌بال اهل کوبا بود.
وی در مسابقات کشوری و بین‌المللی در مجموع برندهٔ ۹ مدال طلا، ۵ مدال نقره، ۱ مدال برنز شده‌است.